# Синдром Лорена
Синдро́м Лоре́на — деструктивные процессы в гипофизе, сочетающиеся со вторичными расстройствами физического и умственного развития у детей.

## История
Синдром назван в честь французского терапевта Lorain Paul Joseph (1827—1875).

## Клиническая картина
Синдром характеризуют:
- пропорциональный, гипофизарный малый (или карликовый) рост;
- гипогенитализм, половой инфантилизм;
- гипотиреоз;
- надпочечниковая недостаточность (адинамия, артериальная гипотензия);
- акромикрия;
- акроцианоз;
- геродермия, старческое выражение лица;
- расстройства трофики жировой ткани (дистрофия и атрофия).